# コアレセント
『コアレセント』（Coalescent）は、スティーヴン・バクスターによるSF小説。『デスティニーズチルドレン』シリーズの1作目。物語は主に2つの時代に設定されている。現代の英国では、ジョージ・プールが生き別れの姉妹の存在を知り、ローマの神秘的で古代の組織（Puissant Order of Holy Mary Queen of Virgins）への道を辿る。一方、西暦400年頃のブリテンではローマ支配の間に成長した少女レジーナの視点で描かれる。 
2004年もアーサー・C・クラーク賞にノミネートされた。 

## プロットの概要
本は4つの異なる部で構成されている。 第1部の主な目的は、古代イギリスと現在の登場人物の紹介。 第2部では、過去のレジーナが新時代の遺産を追う一方で、現代ではローマの謎の組織《オーダー》に関する一人称視点で展開される。第3部では、プールと《オーダー》との衝突と解決が行われる。第4部は、人類の宇宙への拡大についての外観であり、ジョージプールの現在の結論を示している。 

### 第1部

#### ジョージ・プール
中年のジョージ・プールは、父親を亡くしたことにショックを受けていた。彼は暗黒物質を研究しており、冥王星の軌道を越えて発見された新しい未知の人工物体に魅了されている、「Slan（t）ers」と呼ばれるオンライン自由思考インターネットグループの風変わりなメンバーであるピーター・マクラクランに会う。 ジョージ・プールは存在すら知らなかった妹を示す古い写真を見つける。 プールは父親が「聖母マリアの女王」と呼ばれる組織に定期的に多額のお金を寄付したことを発見した。ピーターと彼の妻リンダの両方からの励ましと無益感を組み合わせて、プールは彼の行方不明の妹の謎を明らかにすることを決めた。 
プールは緊張した関係にもかかわらず、情報を求めてフロリダの姉ジーナを訪問するためにイギリスを離れる。 遠い妹のジーナと衝突した後、プールはローマのイエズス会司祭とフロリダの退職した叔父との接触を知る。 プールは、叔父のルー・カセラから、プールの両親が予期せず双子を産んだ時に、双子の姉妹の1人が古代の教団《オーダー》に預けられたことを知る。 

#### レジーナ
5世紀ローマブリテンの裕福なモザイクデザインの家族に生まれた7歳のレジーナは、父親の死とローマ帝国の撤退のために快適な別荘から追い出された。侵入したサクソン人が、レジーナと彼女の祖父アエティウスが移住したローマ人入植地の北の城壁を襲撃するため、ローマ帝国はイギリスでその力を失う。アエティウスは、反乱軍兵士のコントロールを失った後に死ぬ。 
レジーナは、 ヴェルラミウムにいる彼女の召使カルトゥマンドゥアに親戚の家に避難を求めるが、カルトゥマンドゥアのいとこアマトールにレイプされ捨てられる。ヴェルラミウムは燃え尽き、レジーナとカルトゥマンドゥアの家族は16年以上にわたって貧困状態で土地を離れることになった。レジーナは、娘のブリカをレイプしようとするサクソン人のごろつきを殺す。この出来事は彼らの集落のリーダーとなっていたレジーナに、ブリテンの秩序を回復させるため武将アルトリウス(アーサー王)の招待を受け入れるよう説得される。 

### 第2部

#### ルシア
現代のローマ、15歳の書記官であるルシアは月経が始めると荒廃していく。これは《オーダー》内の友人や同僚とは異なっていた。 そのことが発見されると、ルシアはオーダー内における彼女の新しい役割が始まる。一方、ルシアは17歳のアメリカ人ダニエル・スタナードと恋に落ちるが、彼女に期待されることをするために《オーダー》に奪い帰される。ルシアは《オーダー》の部屋の奥深くで行われた式典で匿名のいとこと性行為をされた後、わずか3ヶ月の妊娠の後に出産する。 赤子はすぐに彼女から取り除かれ、ルシアは二度と彼女の赤ちゃんを見ることはなかった。感情的に不安だった彼女はダニエルと逃亡した。 

#### レジーナ
5世紀のイギリス、レジーナはアルトリウスと仕事をし、最終的に彼の王国の記録管理の仕事を得る。アルトリウスは、象徴的および道徳的な理由でレジーナを妻としていた。 彼女はアルトリアスの野蛮な慣習と征服への渇望を軽蔑しています。レジーナはアルトリアスを戦争評議会に同行させ、無謀なアルトリアスと付き合ったままでいることは、彼女の子孫の破滅を意味することに気づく。 母親のジュリアを探し出すために、レジーナは自分と娘がセオウリンという裕福な商人に性的好意を与えることを許してローマへの道を確保する。 
ローマに到着すると、レジーナは、現在公然の同性愛者であり裕福なパン屋のオーナーであるアマトールに連絡し、彼女と彼女の家族を開放するための補償を要求する。そしてレジーナは母親のジュリアと再会した。レジーナはアッピア街道にあるキリスト教のウェスタの処女の一派と親密になり、「処女の聖マリア女王のプイサント勲章」という組織に参加する。レジーナのリーダーシップは、組織を成功した私立学校に変えることで、老朽化した教団《オーダー》を復活させる。数年後の455年、娘の結婚後の夜、ヴァンダル人によるローマ略奪が発生する。レジーナの先見の明は、聖域のために掘ったカタコンベに女性と子供たちが避難させ《オーダー》を救う。 
レジーナの晩年に、彼女は重要な《オーダー》の規則を確立させる。不必要でサポートできない出産は禁止。 ほんの一握りの母親は出産によって《オーダー》を補充することに自分の人生を捧げなければならない。西暦476年での彼女の死の前に、レジーナは《オーダー》を管理するために3つの主要なルールを確立した。 
- 姉妹は娘よりも重要である。
- 無知は強さである。
- 姉妹に聞きなさい。

### 第3部
レジーナの死後何世紀にもわたって、《オーダー》は貧しい人々、略奪された人々、負傷した人々を支援した。援助された人の中から裕福になった者からは財源への寄付を得た。《オーダー》と同様に開発された別の地下都市が見つかり、その撲滅と占領の計画が立てられた。1527年、《オーダー》はクレメンス7世の教皇庁のローマ劫掠を生き延びた。メンバーの5人をレイプと死に捧げ、 クレメントの入り口からクレメントとその部下の注意をそらした。 

#### ジョージ・プール
一方、現代のジョージ・プールは、神経質なピーター・マクラクランと共に、失われた妹ローザとの再会を持っていた。ローザはジョージに《オーダー》の秘密の人間達が住む地下都市を案内した。ピーターは知的暗黒物質の生命が地球を移動している証拠についての推測をジョージに伝える。ダニエルは《オーダー》に関する情報を探しているジョージ・プールと偶然出会うダニエル、ジョージ・プール、ピーターは妊娠したルシアを病院に連れて行き、そこでピーターは神秘的な《オーダー》を疑うようになる。《オーダー》は即座に病院からルシアを回収するが、ピーターとジョージは地下都市の住民の大部分が生殖抑制のために思春期前に残っていることを知った。 
ジョージ・プールはイエズス会司祭を説得し、ピーターに古代カトリックの記録へのアクセスを許可させた。ジョージの家父長のルーツは1863年にローマに来たジョージプールというイギリスの測量士に由来していた。情報を求めて地下都市に戻ったジョージは地下都市の人々のなじみのある匂いに眩暈を引き起こされる。妹のローザは、彼をここに押し留め住民達と同化するよう説得するが、ピーターによる緊急のテキストメッセージが彼を正気に引き戻す。 
ピーターには《オーダー》の奇妙な特性を説明する理論があった。《オーダー》は、何世紀にもわたってローマのさまざまな征服を生き抜くための激しい圧力から進化した真社会性を持つ人間の家族である。彼は哺乳類の例として、 ハダカデバネズミを挙げている。彼はレジーナの3つの規則が「真の社会性に対する遺伝的義務」をどのようにもたらすかを説明している。彼はこの《オーダー》を「人間の巣」と呼び、「Coalescent」という新しい種の人間と名付けた。ピーターはテキストメッセージを受信した後、突然去った。 
数日後、ジョージはピーターが地下都市に侵入したことを知る。ピーターは《オーダー》を暴露するためにセムテックスのプラスチック爆薬で爆破させると脅迫していた。ピーターとthe Slan（t）ersは、量子重力技術を調査するサンノゼの研究施設の最近の爆撃に責任を負っていた。より高い知性が時空の操作に気付くであろうという信念の下で、そして彼らの優位性に対する潜在的な脅威を根絶するためにと。地下都市を公開するというピーターの動機は、《オーダー》はそれ自体を除いていかなる目的にも存在しないということだった。それは個人としての人類を破壊し、それを心のないドローンに置き換えることで脅かしているのだと。その後ピーター・マクラクランは爆弾を爆発させて死亡する。 ジョージは地下都市の避難を開始していると、クリストフォロコロンボ通りの真ん中にあるクレーターから無人偵察機の群れが巣のように現れた。 

### 第4部
小説の終わりでは、遠い将来の「巣の惑星」について語る2つの短いセクションがある。惑星はその太陽軌道からノックアウトされ、「巣」は長い間地下深くで生き延びてきた。 戦争のために労働者を確保することを目的とした軍事任務が到着し、植民地に侵入した。 彼らは「巣」へ侵入し、生存者を世界から送り出す。 